# Джонсон, Ди
Ди Джонсон (англ. Dee Johnson) — американский телевизионный продюсер и сценарист.

## Жизнь и карьера
Ди Джонсон начала карьеру в качестве сценариста телесериала «Мелроуз Плейс» в 1993 году, а после стала одним из его продюсеров и работала над проектом вплоть до финала в 1997 году. В 1997—1998 годах она была шоураннером телесериала «Профайлер», а в 2000 году заняла место продюсера и сценариста сериала «Скорая помощь», за что получила номинацию на премию «Эмми».
В 2005—2006 годах Джонсон производила сериал «Женщина-президент», а после его закрытия работала над «Армейские жёны» и «Саутленд». В 2009 году она заняла пост главного продюсера сериала «Хорошая жена» и была шоураннером первого сезона. После она продюсировала сериал «Риццоли и Айлс», а в конце 2011 года была приглашена на пост шоураннера второго сезона сериала «Босс». В 2012 году она была приглашена на место одного из главных продюсеров и сошоураннера телесериала «Нэшвилл».
Ди Джонсон — открытая лесбиянка.

## Фильмография
- 1993—1997 — Мелроуз Плейс / Melrose Place (сопродюсер, сценарист)
- 1997—1998 — Профайлер / Profiler (сопродюсер, сценарист)
- 2000—2005 — Скорая помощь / ER (продюсер, сценарист)
- 2005—2006 — Женщина-президент / Commander in Chief (продюсер, сценарист)
- 2007—2008 — Армейские жёны / Army Wives (продюсер, сценарист)
- 2009 — Саутленд / Southland (сопродюсер, сценарист)
- 2009—2010 — Хорошая жена / The Good Wife (продюсер, сценарист)
- 2011 — Риццоли и Айлс / Rizzoli & Isles (сопродюсер, сценарист)
- 2012 — Босс / Boss (продюсер, сценарист)
- 2012 — Нэшвилл / Nashville (продюсер, сценарист)